# Danira Bilić
Danira Bilić, född den 22 juli 1969 i Šibenik Kroatien, är en jugoslavisk basketspelare som var med och tog OS-silver 1988 i Seoul. Detta var Jugoslaviens första medalj i de olympiska baskettävlingarna för damer.